# Lost (6. évad)
A Lost hatodik évadát 2009 szeptemberében kezdték forgatni; az első adás 2010. február 2-án került adásba a tengerentúlon, az ABC amerikai és a CTV kanadai csatornákon.

## Részek
A hatodik évad 2010. február 2-án kezdődött, amit 17 részesre terveztek. Az évad duplaepizóddal indít, és valószínűleg dupla epizóddal is zárul, a tervezett tizenhét rész helyett eggyel több lesz.

## Epizódok
|  | Alább a cselekmény részletei következnek! |

| Kép | Cím                                            | Első vetítés ABC  | Magyarországi premier AXN | Főszereplők         | #       |
| --- | ---------------------------------------------- | ----------------- | ------------------------- | ------------------- | ------- |
| | LAX (LA X)                                     | 2010. február 2.  | 2010. április 12.         | Többen              | 601-602 |
| A bomba felrobbanása után az 1977-ben ragadtak végre egy idősíkba kerülnek társaikkal, immár mindnyájan 2007-ben vannak. Azonban szembesülniük kell azzal, hogy tervük nem vált teljes mértékben valóra. Jacob üzenetet küld nekik, amit követve eljutnak a templomba, hogy megmenthessék Sayidot. Nemezis felfedi a Sziget egy fontos titkának válaszát, így kiderül, hogy veszélyesebb, mint amilyennek elsőre látszik. Flashbackek és flash-forwardok helyett alternatív idősíkokat láthatunk, amikből megtudhatjuk, hogyan ért volna földet Los Angelesben az Oceanic 815, és kinek mit hozott volna az utazás. |                                                |                   |                           |                     |         |
| | Amit Kate tesz (What Kate Does)                | 2010. február 9.  | 2010. április 19.         | Kate Austen         | 603     |
| A túlélők és a Többiek összetűzésbe kerülnek a templomban. Ezt a zűrzavart kihasználva Sawyer megszökik. Kate megígéri Dogennek, hogy épségben visszahozza Jamest. Jin és két ember a többiek közül a nővel tart. Az út során Austen lefegyverzi a Többieket, majd elindul Sawyerhez. Jin nem megy vele, mert az ő célja Sun megtalálása. A templomban Dogen szerint Sayid megfertőződött, ezért meg kell halnia. A doki minden követ megmozgat, hogy rájöjjön, mi folyik az építményben. Jint elkapják a Többiek.A Flash-Sidewaysben Claire életébe belép Kate, aki pont azt a taxit használja menekülésre, amibe a terhes lány szállt be. Ám Claire-nek nem ez lesz az egyetlen problémája. |                                                |                   |                           |                     |         |
| | A helyettes (The Substitue)                    | 2010. február 16. | 2010. április 26.         | Locke               | 604     |
| A mostani epizódban a templomban lévő túlélők nem szerepelnek. A középpontban legfőképpen Nemezis és Sawyer áll. Az ál-Locke felkereste Jamest és rávette, hogy tartson vele, mert válaszokkal tud szolgálni. Úti céljuk egy sziklában kialakított barlang, ahol Ford szembesül vele, hogy nem a véletlen hozta a Szigetre. De vajon Nemezis valódi szándékát ismerhettük meg? Valóban a Sziget elhagyása a célja? Sun meggyőzi a környezetében lévő embereket, hogy temessék el Locke testét. A flash-sidewaysben John életének azt a részét láthatjuk, amikor hazatér Ausztráliából, ahol nem sikerült elindulnia a túrán. Kirúgják az állásából, de a szerencsének köszönhetően megismerkedik Hurley-vel, aki állást ajánl neki. A kitekintésben felbukkan Benjamin Linus is, de egészen más oldaláról láthatjuk.      |                                                |                   |                           |                     |         |
| | A világítótorony (The Lighthouse)              | 2010. február 23. | 2010. május 3.            | Jack                | 605     |
| Jacob egy túrára invitálja Hurley-t és Jacket, aminek az a célja, hogy segítsenek egy bizonyos embernek a Szigetre találni. Ennek a legegyszerűbb módja szerinte az, ha elmennek a világítótoronyhoz. Azonban ez nem egy szokványos torony, erről a doki és Hugo meg is bizonyosodnak. Habár úgy tűnt, elbukták a feladatot, Jacob megnyugtatja Reyes-t, épp ez volt a célja, a Szigetet kereső ember pedig biztos talál más utat. Eközben Claire megmutatja új énjét Jinnek, akit ez teljesen megrémít, és Littleton szövetségesének kilétére is fény derül. A flash-sideways-ek során megtudhatjuk, hogy Jacknek van egy fia, ám kettőjük kapcsolata korántsem boldog, inkább Jack és Christian viszonyához hasonlít, ezt pedig a doki nem tűri, megpróbál tenni valamit ellene.                                        |                                                |                   |                           |                     |         |
| | Naplemente (Sundown)                           | 2010. március 2.  | 2010. május 10.           | Sayid Jarrah        | 606     |
| Sayid választ követel, miért akarják megölni a Többiek. Dogen neki is elmondja, sötétség növekszik benne, ezért a legjobb lenne, ha meghalna. A japán meg is próbálja megölni Sayidot, ám végül a száműzés mellett dönt. Claire megérkezik a templomba, és átadja Nemezis üzenetét. Dogen meggondolja magát, és megkéri az irakit, végezzen Flocke-kal. A férfi így is tenne, de nem sikerül terve, Nemezis pedig visszautasíthatatlan ajánlatot tesz. Jarrah segítségével ultimátumot intéz a Többiekhez: vagy átállnak hozzá napnyugtáig, vagy meghalnak... A Flash-sideways-ek során kiderül, Sayid és Nadia nem élnek együtt, a nő Jarrah bátyjának felesége. Keamy és Omar is visszatér, ők adtak kölcsönt Omernek, ám uzsorakamatot követelnek, és Omert is súlyosan megsebesítik, így Sayidnak intézkednie kell... |                                                |                   |                           |                     |         |
| | Dr. Linus (Dr. Linus)                          | 2010. március 9.  | 2010. május 17.           | Ben                 | 607     |
| Ilana megtudja Milestól, hogy Ben ölte meg Jacobot, ezért elkezdi a parton kiásatni a férfival a saját sírját. Linusnak időközben FLocke egy kihagyhatatlan ajánlatot tesz, de a megtört férfi most az egyszer úgy dönt, hogy szembenézz azzal amit tett. Richard megkeresi a dokit és Hugót, majd elvezeti őket a fekete sziklához, arra kérve Shephard-at, hogy a keze által halhasson meg. Jack viszont szembesíti a valósággal. Jacob szándéka nem hiábavaló. A Flash-Sideways-ek során Ben megpróbálja átvenni az igazgatói széket, de az elgondolása nem úgy működik, ahogy azt szerette volna, hiszen ebben a valóságban egy szokatlan oldaláról ismerhetjük meg. |                                                |                   |                           |                     |         |
| | Felderítés (Recon)                             | 2010. március 16. | 2010. május 24.           | James "Sawyer" Ford | 608     |
| Flocke azzal bízza meg Sawyert, hogy menjen át a Hidra-szigetre, és tudjon meg mindent az Ajira utasairól, valamint mérje fel a gép állapotát, hiszen azzal akarja elhagyni a Szigetet. James holtan találja az utasokat, Widmore emberei pedig foglyul ejtik. Ford üzletet köt Widmore-ral, majd visszatér Flockehoz, és beszámol a történtekről. Közben Kate és Claire viszonya is rendeződik a füstember közbenjárásának köszönhetően. Sawyer megtervezi a kiutat a Szigetről, ebbe viszont csak Kate-et avatja be. A Flash-Sideways-ekből megtudhatjuk, hogy Sawyer nem szélhámosként, hanem nyomozóként éli életét, társa pedig Miles. Ebben az idősíkban néhány ismerős arc is keresztezi James útját. |                                                |                   |                           |                     |         |
| | Öröktől fogva (Ab Aeterno)                     | 2010. március 23. | 2010. május 31.           | Richard             | 609     |
| Eljött a leszámolás ideje! A flashback-ben megismerhetjük Richard Alpert szigetre kerülésének történetét. 1867-ben érkezett meg a szigetre a Fekete sziklán, ahol láncra vert rabszolgaként volt kénytelen utazni, ám kalandja csak ekkor kezdődött. 2007-ben a szigeten Richard úgy véli, még mindig van esélye csatlakozni a füstemberhez, de Hurley képességének köszönhetően ráébred, hogy eddigi élete nem volt hiábavaló és folytatnia kell Jacob küldetését. Azaz a füstembert a szigeten kell tartania. |                                                |                   |                           |                     |         |
| | A csomag (The Package)                         | 2010. március 30. | 2010. június 7.           | Jin és Sun          | 610     |
| Sun és Jin még mindig elszántan próbálják megtalálni egymást. Miközben Flocke próbálja Sunt magához édesgetni, a táborában lévő csoportot Widmore hadserege megtámadja, majd elrabolják Jint. Sun Flocke elől menekülve megsérül. Charles titkosan elzárt csomagjának tartalmára is fény derül. A Flash-Sidewaysben Jin és Sun különös kapcsolatára derül fény, miközben Martin Keamy megpróbáltatásain is túl kell tenniük magukat. |                                                |                   |                           |                     |         |
| | Boldogan éltek, míg ...(Happily Ever After)    | 2010. április 6.  | 2010. június 14.          | Desmond             | 611     |
| Widmore erőszakkal veti egy teszt alá Desmondot, de mire a férfi átesik Charles kísérletének végrehajtásában, egyszerre megérti a küldetése fontosságát és önként felajánlja együttműködését az öregnek. A Flash-Sidewaysben Desmond Charles Widmore alkalmazásában áll. A sors összehozza Charlie Pace-al, aki felnyitja Hume szemét és meglepő fordulat következik be. |                                                |                   |                           |                     |         |
| | Mindenki szereti Hugót (Everybody Loves Hugo)  | 2010. április 13. | 2010. június 21.          | Hugo "Hurley" Reyes | 612     |
| Hogy elkerüljék a felesleges vérontást, Hurley a Fekete szikla felrobbantásával keresztül húzza Richard tervét. Alpert továbbra is meg akarja akadályozni, hogy a MIB elhagyja az Ajira járattal a szigetet. Reyes viszont alkut akar kötni az ellenséggel. A Flash-Sidewaysben Desmond folytatja a küldetését. Libby megkeresi Hugót és egy meglepő történettel áll elő. |                                                |                   |                           |                     |         |
| | Az utolsó újonc (The Last Recruit )            | 2010. április 20. | 2010. június 28.          | Többen              | 613     |
| Sawyer egy menekülési tervet dolgozott ki, majd pár túlélővel elmenekült a Hidra szigetre, ám újabb meglepetés fogadta őket. Sun és Jin ismét egymásra talált. Sayidnak el kell gondolkodnia, érdemes-e vakon hinni a MIB ajánlatában. A Flash-Sidewaysben a túlélők útjai kezdik keresztezni egymást, és egyre többen élik át a másik élet villanásait. |                                                |                   |                           |                     |         |
| | A Jelölt (The Candidate)                       | 2010. május 4.    | 2010. július 5.           | Jack                | 614     |
| A tengeralattjárón talált C4-es robbanószer választás elé készteti a csapatot. Végül a döntésük nem a várt eredményt hozza el, Jack azonban egy fontos felfedezést tesz önmagával és a szigettel kapcsolatban. |                                                |                   |                           |                     |         |
| | A tengeren át (Across The Sea)                 | 2010. május 11.   | 2010. július 12.          | A Füst és Jacob     | 615     |
| Fény derül a sziget titkára, s hogy miért is kell megvédeni. Jacob és a Füst szellem történetének nyomán kiderül, hogy mi is volt mindig a Füst igazi célja. Jacob őrzői és utódkijelölési feladatköre is értelmet nyer. |                                                |                   |                           |                     |         |
| | Amiért az életüket adták (What They Died For ) | 2010. május 18.   | 2010. július 18.          | Többen              | 616     |
| Sawyer küzd a döntésének következményeivel. Ben alkut köt a Füst szellemmel, majd megöli Widmore-t. Jacob elmondja az életben maradt jelölteknek, hogy miért kellett a Szigetre jönniük, s miért pont őket választotta. A Füst szellem végső céljához Desmond szerepe elengedhetetlen. A Sziget új őrzője megválasztásra került. A Flash-Sidewaysben Locke készen áll arra, hogy ismét lábra álljon. Közben Hugo és Desmond új tervet forral Kate és Sayid bevonásával. |                                                |                   |                           |                     |         |
| | A Vége I-II (The End I-II)                     | 2010. május 23.   | 2010. július 25.          | Többen              | 617-618 |
| Tartalom: 2010-ben |                                                |                   |                           |                     |         |

|  | Itt a vége a cselekmény részletezésének! |